# Kurier (singel)
Kurier – singel polskiego piosenkarza Krzysztofa Zalewskiego. Singel został wydany 16 stycznia 2019.
Kompozycja znalazła się na 9. miejscu listy OLiA, najczęściej odtwarzanych utworów w polskich rozgłośniach radiowych. Nagranie otrzymało w Polsce status platynowej płyty.

## Geneza utworu i historia wydania
Utwór napisali i skomponowali Andrzej Markowski, Krzysztof Zalewski i Michał Wiraszko.
Singel ukazał się w formacie digital download 16 stycznia 2019 w Polsce za pośrednictwem wytwórni płytowej Kayax.

## „Kurier” w stacjach radiowych
Nagranie było notowane na 9. miejscu w zestawieniu OLiA, najczęściej odtwarzanych utworów w polskich rozgłośniach radiowych.

## Teledysk
Do utworu powstał teledysk, który udostępniono 30 stycznia 2019 za pośrednictwem serwisu YouTube.

## Lista utworów
- Digital download[4]

1. „Kurier” – 3:55

## Notowania

### Pozycje na listach airplay
| Kraj   | Lista | Najwyższa pozycja |
| ------ | ----- | ----------------- |
| Polska | OLiA  | 9                 |

## Certyfikaty
| Kraj          | Certyfikat      |
| ------------- | --------------- |
| Polska (ZPAV) | platynowa płyta |